# Nürnberger Volksfest

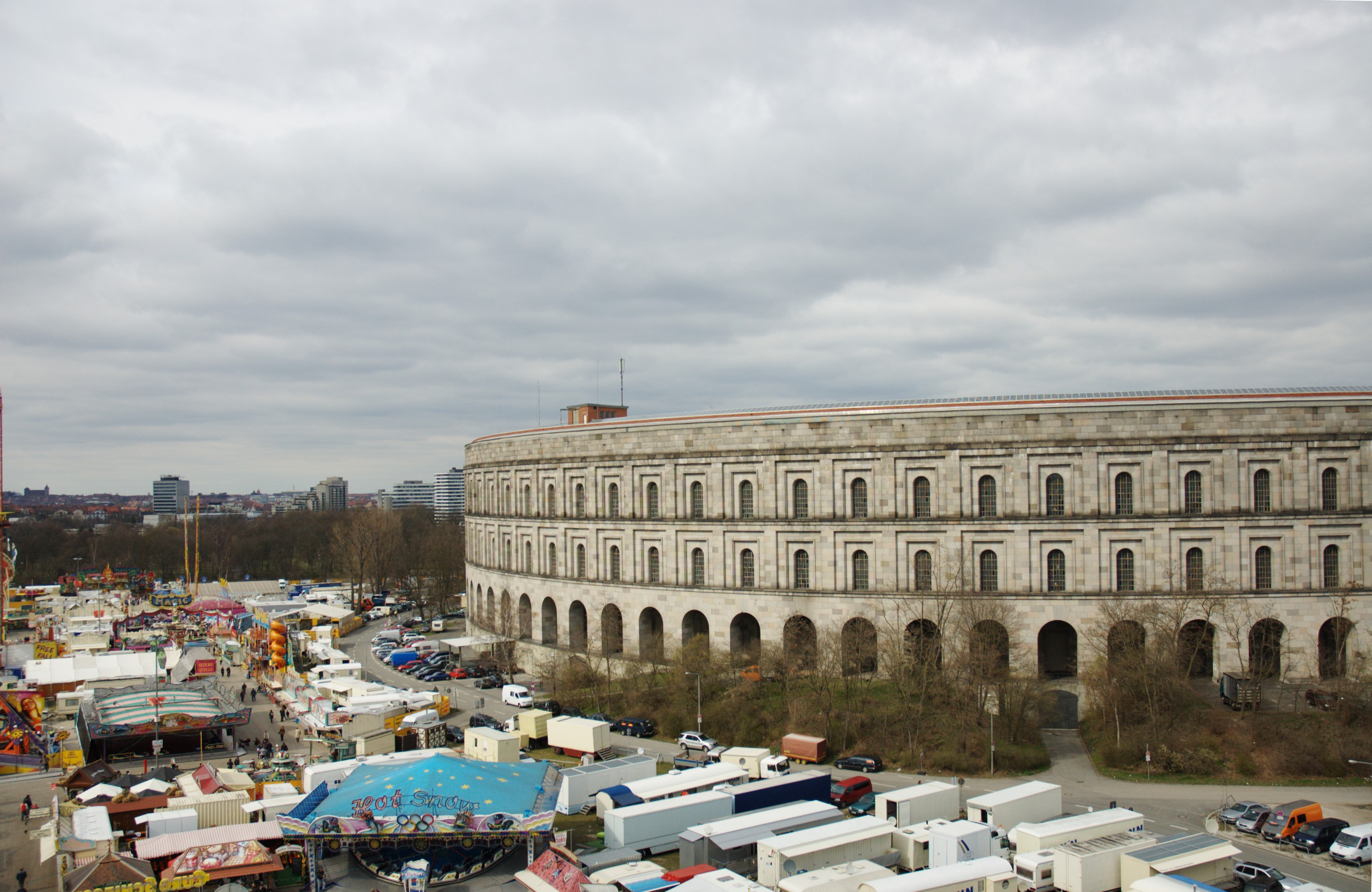
Nürnberger Volksfest 2008

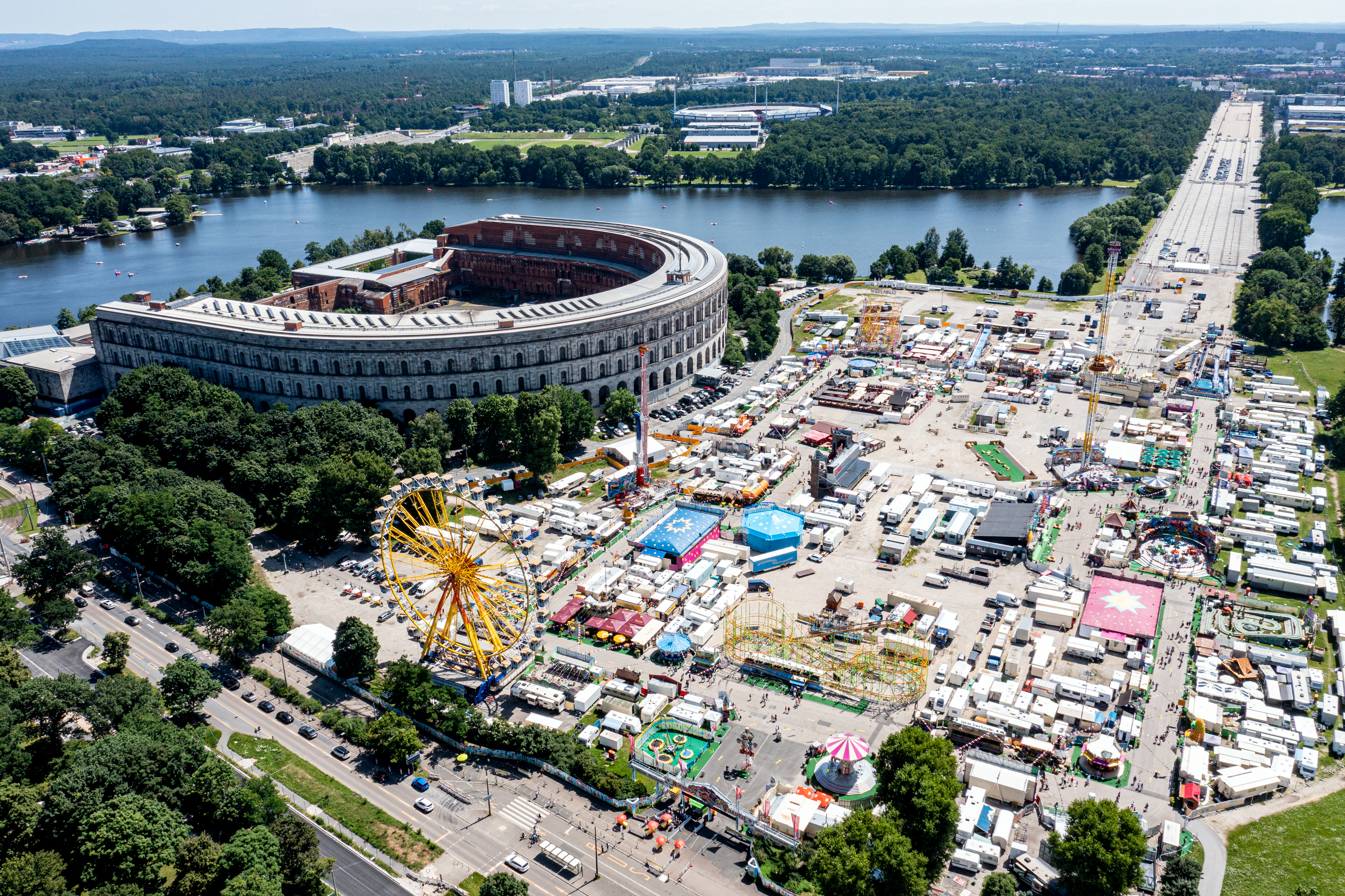
Nürnberger Volksfest 2021

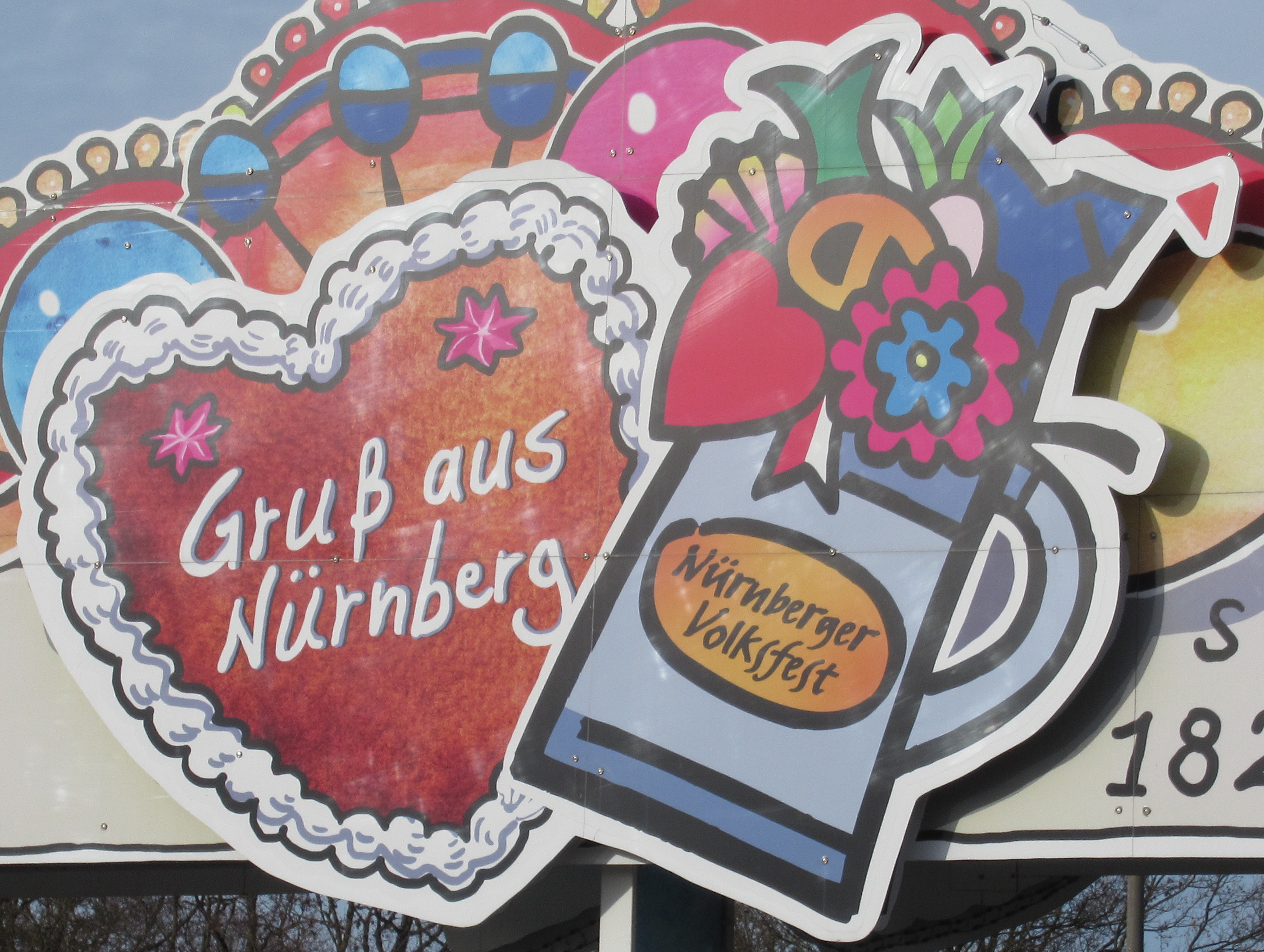
Schild

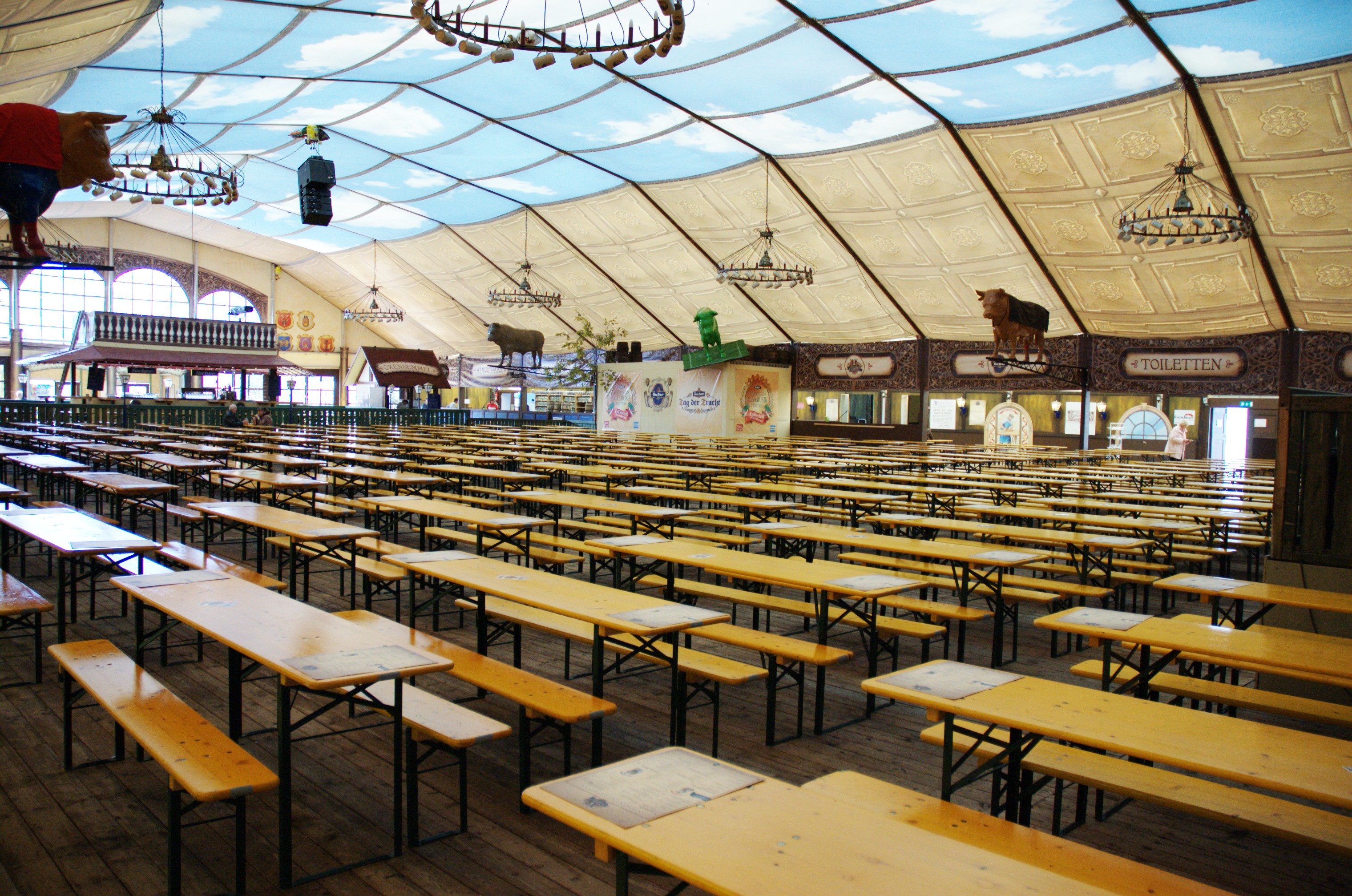
Bierzelt

Das Nürnberger Volksfest ist ein Volksfest, das zweimal jährlich als Nürnberger Frühlingsfest und Nürnberger Herbstfest am Dutzendteich in Nürnberg stattfindet.

## Geschichte
Das erste Volksfest in Nürnberg fand im Herbst 1826 zu Ehren des bayerischen Königs Ludwig I. statt. Es wurde auf der Peterheide in Gleißhammer organisiert. Bereits bei der Erstausgabe gehörten neben einem großen Festzug und diversen Spielen wie Sack- und Eierlaufen ein Feuerwerk zum Programm. Auf der Peterheide, die 1833 in Ludwigsfeld umbenannt wurde, fand das Volksfest ab diesem Jahr bis 1842 jährlich statt.
1853 wurde wieder auf dem Ludwigsfeld ein Volksfest veranstaltet. Als 1855 König Maximilian II. Nürnberg besuchte, fand das Volksfest erstmals auf dem Gelände des heutigen Stadtparks statt, welches aus diesem Anlass von Judenbühl in Maxfeld umbenannt wurde. Danach fand sechzehn Jahre kein Volksfest statt, ehe die Tradition 1872 wieder aufgenommen wurde. Gekoppelt an den Sedantag fand dieses zunächst wieder auf dem Maxfeld, ab 1885 auf dem Plärrer und ab 1887 wieder auf dem Ludwigsfeld statt. 1898 fand die erste Filmvorführung in Nürnberg im Rahmen des Volksfestes statt. Zu den Attraktionen gehörten auch Auftritte der Gesangvereine oder der Turner, Ballonfahrten und Fallschirmsprünge.
Während des Ersten Weltkriegs entfiel das Volksfest. Ab 1919 wurde es auf der Deutschherrnwiese an der Pegnitz durchgeführt. In diesem Jahr fand das Volksfest erstmals nicht nur im Herbst, sondern auch im Frühling mit einer zweiten Auflage statt. 1925 verlegte man das Volksfest an die Fürther Straße auf eine Fläche, auf der später das Versandhaus Quelle sein Betriebsgelände errichtete. In den Jahren 1940 und 1941 fand das Volksfest wieder auf der Deutschherrnwiese statt, ehe es kriegsbedingt eingestellt wurde.
Sofort nach dem Ende des Zweiten Weltkriegs wurde das Volksfest wieder aufgenommen. Es fand von 1947 bis 1952 nochmals auf dem Gelände an der Fürther Straße statt, ehe es 1953 erstmals auf dem heutigen Veranstaltungsgelände am Dutzendteich durchgeführt wurde.

## Gelände und Verkehr
Der Nürnberger Volksfestplatz befindet sich im Südosten der Stadt und war Bestandteil des ehemaligen Reichsparteitagsgeländes am Nürnberger Dutzendteich. Nordöstlich des Volksfestplatzes befindet sich die Kongresshalle mit dem Dokumentationszentrum Reichsparteitagsgelände, südöstlich die Große Straße. Die ehemalige Aufmarschstraße dient bei Volksfestzeiten als großer Parkplatz für das Volksfest.
Der Volksfestplatz hat eine Größe von 100.000 Quadratmetern, auf dem beim Frühlingsvolksfest 2007 ein 1.114 Meter langer Rundgang durch die Betriebe der Schausteller und die Festzelte angelegt wurde.
Der öffentliche Personennahverkehr erschließt den Volksfestplatz über die Straßenbahn und Omnibusse mit zahlreichen Sonderfahrten. Anlässlich des Volksfestes sind Straßenbahnen und Busse mit der deutschen Flagge sowie der fränkischen Flagge, dem fränkischen Rechen, beflaggt.

## Wirtschaftliche Bedeutung
Das Nürnberger Volksfest dauert 16 (Frühling) bzw. 17 Tage (Herbst). Die Besucherzahlen lagen mit 1,6 Millionen im Herbst 2007 ebenso hoch wie im Herbst 2010. Zum Frühlingsfest 2010 kamen laut Veranstalter gar 1,9 Millionen Gäste. Beim Frühlingsfest 2007 fanden rund 2.000 Menschen in 169 Betrieben Beschäftigung. Das Frühlingsfest 2019 verzeichnete mit rund 2,3 Mio. Besuchern nach 2018 erneut einen Besucherrekord.

## Attraktionen und Angebot
Auf dem Nürnberger Volksfest gab es im Frühling 2007 zwei große Festzelte sowie vier weitere Zeltgaststätten. Für die kulinarische Versorgung waren weitere 66 Imbisse, Ausschänke oder Eisverkäufe zuständig. 19 Fahrgeschäfte, darunter der Olympia Looping, sowie 16 für Kinder, und 7 Geisterbahnen bzw. Laufgeschäfte waren vorhanden. Außerdem konnten sich die Besucher an 12 Schießbuden sowie 36 Buden mit Losen, anderen Glücksspielen sowie Geschicklichkeitsspielen vergnügen. Zwei große Feuerwerke gehören ebenfalls zum Programm des Nürnberger Volksfestes.